# فرودگاه پیونگسول لی
 فرودگاه پیونگسول لی (به انگلیسی: Pyongsul Li Airport) یک فرودگاه نظامی است . این فرودگاه در کشور کره شمالی قرار دارد و در ارتفاع ۲۱۸ متری از سطح دریا واقع شده است.